# Sasami - Mahō shōjo club
Sasami - Mahō shōjo club (砂沙美☆魔法少女クラブ?, Sasami ☆ Mahō shōjo kurabu, Sasami ☆ Mahō shōjo club) è un anime di 26 episodi che vede protagonista Sasami ed altri personaggi dell'universo di Chi ha bisogno di Tenchi?, in particolar modo quelli di Magica Pretty Sammy. Tuttavia, questa serie non ha nulla a che vedere con essa, anche per quanto riguarda il disegno e lo stile di animazione. In Giappone, la serie è stata trasmessa da WOWOW ed è stata divisa in due stagioni di 13 episodi l'una: la prima è andata in onda dal 13 aprile 2006 al 13 luglio 2006, mentre la seconda dal 6 ottobre 2006 all'11 gennaio 2007.

## Trama
Sasami Iwakura è dotata di poteri magici fin dalla nascita, ma all'età di tre anni i suoi genitori le hanno vietato di usarli e quindi li mantiene segreti. All'inizio del nuovo anno scolastico, però, Sasami incontra la professoressa Washu e il suo animaletto Ryo-Ohki, e la sua vita subisce un cambiamento. Sasami scopre così di far parte delle Majo o Magical Girls, esseri magici che hanno vissuto in armonia con gli umani per moltissimi anni nascondendo i propri poteri, confondendosi tra la gente comune.
Nella prima stagione, Sasami, Misao, Makoto, Tsukasa e Anri devono imparare a padroneggiare i loro poteri grazie all'aiuto di Washu e di Daimon, entrando a far parte del loro club di cucina. Alla fine dell'addestramento, le ragazze vanno nel Regno della Magia per competere contro altre squadre magiche.
Nella seconda stagione, Sasami e le amiche sono riuscite a impressionare la Strega Suprema, che vuole il loro aiuto per cambiare il mondo umano, troppo corrotto. Le ragazze, soprattutto Misao, non devono solo imparare a controllare i propri poteri, ma anche affrontare le proprie paure.

## Personaggi

Da sinistra: Misao, Tsukasa, Makoto, Anri e Sasami

Sasami Iwakura (岩倉 砂沙美?, Iwakura Sasami)
Il personaggio principale, è una bambina di 10 anni frizzante che usa i suoi poteri magici solo in segreto perché i suoi genitori glielo hanno proibito. È solo quando la sua insegnante di cucina Washu scopre che ha dei poteri magici che Sasami inizia realmente a usarli. La sua magia consiste nello spostare gli oggetti e ha una cotta per Amitav. È nata il 6 settembre e il suo gruppo sanguigno è 0.
Doppiata da Mana Ogawa (giapponese).
Misao Shinohara (篠原 美紗緒?, Shinohara Misao)
Il secondo membro del club di cucina con cui Sasami fa amicizia, è introversa perché attrae delle creature vermiformi che le si avvolgono addosso, spaventando le altre persone. Solo quando incontra Sasami diventa più estroversa. È innamorata di Toshihiko; è molto abile nei lavori manuali, soprattutto nel fabbricare gioielli. È nata il 12 giugno e il suo gruppo sanguigno è A. Nella seconda stagione ha i capelli corti.
Doppiata da Himeko Shimura (giapponese).
Makoto Hozumi (穂積 真琴?, Hozumi Makoto)
Il terzo membro del club, può rimpicciolirsi o ingrandirsi a piacimento. È per questo e per la sua statura bassa che beve molto latte. È nata l'11 marzo e il suo gruppo sanguigno è B.
Doppiata da Momoko Hatano (giapponese).
Tsukasa Takamine (高峰 司?, Takamine Tsukasa)
Il quarto membro del club, non mostra spesso le sue emozioni e controlla il vento. Ha un padre iperprotettivo che non vuole che usi i suoi poteri dopo la morte della madre, ma alla fine glielo permette, sapendo che li ha ereditati dalla donna. Proviene da una famiglia benestante. È nata il 4 maggio e il suo gruppo sanguigno è A.
Doppiata da Saharu Kawakami (giapponese).
Anri Misugi (美杉 杏莉?, Misugi Anri)
Il quinto membro del club, rende reale tutto quello che scrive o disegna. Nonostante si comporti come una principessa, viene da una famiglia molto numerosa.  Anri ha una forte infatuazione per Tsukasa e le sussurra continuamente parole d'amore. È molto popolare tra i ragazzi e mira ad ottenere una borsa di studio. È nata il 1º novembre e il suo gruppo sanguigno è AB.
Doppiata da Marin Funayama (giapponese).
Washu Kozuka (小塚 鷲羽?, Kozuka Washū)
L'insegnante di cucina e la consigliera delle ragazze, viene dal Regno della Magia, anche se è un'umana. Nonostante sia l'insegnante di cucina, non sa cucinare.
Doppiata da Akiko Hiramatsu (giapponese).
Ryo-Ohki (りょうおうき?, Ryo-Ouki)
L'animaletto di Washu, visto che la sua padrona lo tortura va a stare da Sasami. Può cambiare il suo sesso.
Doppiato da Ema Kogure (giapponese).
Mihoshi (美星先生?, Mihoshi-sensei)
L'insegnante della classe di Sasami e Misao, è goffa.
Doppiata da Hyo-sei (giapponese).
Daimon (大門?, Daimon)
Aiutante di Washu e amico di Sasami e Misao, viene dal Regno della Magia e a scuola lavora come bidello. Nonostante sia il capo di Washu, è lei a dare gli ordini.
Doppiato da Masakazu Suzuki (giapponese).
Ginji Iwakura (岩倉 銀次?, Iwakura Ginji) & Honoka Iwakura (岩倉 ほのか?, Iwakura Honoka)
Sono i genitori di Sasami. Ginji viene dal Regno della Magia e scrive libri.
Doppiati da Kenji Hamada e Ruri Asano (giapponese).
Toshihiko "Monta" Saruta (猿田 寿彦?, Saruta Toshihiko).
Un compagno di classe di Sasami, ha una cotta per lei, ma la ragazza non lo sa. Misao è innamorata di lui.
Doppiato da Yuka Nishigaki (giapponese).
Kozue Matsubara (松原 梢?, Matsubara Kozue) & Chiaki Miyazawa (宮沢 千晶?, Miyazawa Chiaki)
Amiche di Sasami, Kozue porta gli occhiali e Chiaki è molto alta.
Doppiate da Aimi Yanagi e Natsuki Matsuzaki (giapponese).
Itoki (衣斗紀?, Itoki)
Messaggera e allenatrice di Magical Girls, non va molto d'accordo con Washu e ha una cotta per Daimon.
Doppiata da Mai Kadowaki (giapponese).
Amitav (アミターヴ?, Amitāvu)
Uno strano essere incontrato da Sasami a un laghetto del Regno della Magia, le insegna la canzone delle Magical Girls. Sasami ha una cotta per lui.
Doppiato da Mitsuki Saiga (giapponese).
Ayane Kijima (木島綾音?, Kijima Ayane)
È la leader della squadra di Magical Girls Shining Star. Misao la considera una mentore. Ha i capelli blu scuro.
Doppiata da Yū Kobayashi (giapponese).
Sonoko Umezu (梅津園子?, Umezu Sonoko)
Membro delle Shining Star, ha una lunga coda di cavallo rossa.
Doppiata da Emiri Katō (giapponese).
Chinako Tasaki (田崎ちな子?, Tasaki Chinako)
Membro delle Shining Star, ha gli occhiali e i capelli arancioni legati in due code basse. Ha le orecchie da gatto.
Doppiata da Eri Sendai (giapponese).
Eimi Mori (森 詠美?, Mori Eimi)
Membro delle Shining Star.
Doppiata da Chiaki Ōsawa (giapponese).
Yuri Aikawa (相川悠里?, Aikawa Yūri)
Ultimo membro delle Shining Star, controlla il vento.
Doppiata da Risa Tsubaki (giapponese).
Strega Suprema (巫女長?, Fujo-chō)
La sovrana del Regno della Magia e l'antagonista principale, crede che il mondo umano, troppo corrotto, debba essere dominato dalle streghe.
Doppiata da Kei Kobayashi (giapponese).

## Media

### Anime
| Nº                         | Giapponese 「Kanji」 - Rōmaji - Traduzione letterale                                                                  | In onda          | In onda |
| Nº                         | Giapponese 「Kanji」 - Rōmaji - Traduzione letterale                                                                  | Giapponese       |         |
| Prima serie (13 episodi)   | |                  |         |
| 1                          | 「砂沙美と美紗緒」 - Sasami to Misao – "Sasami e Misao"                                                               | 13 aprile 2006   |         |
| 2                          | 「星に願いを…」 - Hoshi ni negai wo... – "Un desiderio su una stella..."                                              | 20 aprile 2006   |         |
| 3                          | 「はじめての一番」 - Hajimete no ichiban – "La migliore per la prima volta"                                           | 27 aprile 2006   |         |
| 4                          | 「恐怖のアンアン手帳」 - Kyōfu no ANAN techō – "Il temuto computer An-An"                                             | 11 maggio 2006   |         |
| 5                          | 「トンネルぬけたら」 - TONNERU nuketara – "Fuori dal tunnel"                                                          | 18 maggio 2006   |         |
| 6                          | 「星空ダンス」 - Hoshizora DANSU – "La danza delle stelle del cielo"                                                  | 25 maggio 2006   |         |
| 7                          | 「夜空の手紙」 - Yozora no tegami – "La lettera del cielo notturno"                                                   | 1º giugno 2006   |         |
| 8                          | 「なかよしの指輪」 - Nakayoshi no yubiwa – "L'anello dell'amicizia"                                                   | 8 giugno 2005    |         |
| 9                          | 「さよなら鷲羽先生」 - Sayonara, Washu-sensei – "Addio, signorina Washu"                                              | 15 giugno 2006   |         |
| 10                         | 「魔法少女の弟子」 - Mahō shōjo no teiji – "Apprendista Magical Girl"                                                 | 22 giugno 2006   |         |
| 11                         | 「みんな一緒」 - Minna issho – "Tutti insieme"                                                                        | 29 giugno 2006   |         |
| 12                         | 「魔法少女大会・ざわざわ編」 - Mahō shōjo taikai. Zawazawa-hen – "Il torneo delle Magical Girls. La parte rumorosa."  | 6 luglio 2006    |         |
| 13                         | 「魔法少女大会・きらきら編」 - Mahō shōjo taikai. Kirakira-hen – "Il torneo delle Magical Girls. La parte luccicosa." | 13 luglio 2006   |         |
| Seconda serie (13 episodi) | |                  |         |
| 1                          | 「選ばれし少女達」 - Erabareshi shōjo-tachi – "Le ragazze scelte"                                                     | 5 ottobre 2006   |         |
| 2                          | 「魔女の大釜」 - Majo no daikama – "Il calderone della strega"                                                        | 12 ottobre 2006  |         |
| 3                          | 「初恋の人」 - Hatsukoi no hito – "Il mio primo amore"                                                                | 19 ottobre 2006  |         |
| 4                          | 「夏のおわりに」 - Natsu no owari ni – "Alla fine dell'estate"                                                        | 26 ottobre 2006  |         |
| 5                          | 「想いを重ねて」 - Omoi wo kasanete – "Pensieri ripetuti"                                                             | 2 novembre 2006  |         |
| 6                          | 「魔女の誘い」 - Majo no izanai – "L'invito delle streghe"                                                            | 9 novembre 2006  |         |
| 7                          | 「アカツキの乙女」 - AKATSUKI no otome – "La ragazza dell'alba"                                                       | 16 novembre 2006 |         |
| 8                          | 「再会、そして」 - Saikai, soshite – "Riunione"                                                                       | 30 novembre 2006 |         |
| 9                          | 「心、闇にそめて」 - Kokoro, yami ni somete – "Il cuore contaminato dall'oscurità"                                    | 7 dicembre 2006  |         |
| 10                         | 「夜が明けたら」 - Yoru ga aketara – "Quando arriva l'alba"                                                           | 14 dicembre 2006 |         |
| 11                         | 「ほほえみに咲く花」 - Hohoemi ni saku hana – "Il fiore del sorriso che sboccia"                                      | 21 dicembre 2007 |         |
| 12                         | 「あたたかな夢」 - Atatakana yume – "Il sogno tiepido"                                                                | 4 gennaio 2007   |         |
| 13                         | 「アミちゃんの歌」 - AMI-chan no uta – "La canzone di Ami"                                                            | 11 gennaio 2007  |         |

## Colonna sonora
- Sigla di apertura: Sweet Magic di Magical Sweets
- Sigla di chiusura: Kirakira Days di Magical Sweets (prima stagione) e Yuyake No Solitude di Magical Sweets (seconda stagione)